# آندرس رولدان
آندرس رولدان (اسپانیایی: Andrés Roldán‎؛ زادهٔ ۲۸ فوریهٔ ۱۹۵۰) بازیکن فوتبال اهل کوبا بود.
وی همچنین در تیم ملی فوتبال کوبا بازی کرده‌است.